# Boris Godunov
 For alternative betydninger, se Boris Godunov (flertydig). (Se også artikler, som begynder med Boris Godunov)
Boris Fjodorovitj Godunov (russisk: Бори́с Фёдорович Годуно́в, tr. Borís Fjodorovitj Godunóv; født 1552, død 1605) var de facto regent af Zar-Rusland fra ca 1585 til 1598, en periode, hvor svogeren Fjodor 1. formelt var Ruslands hersker. Ved Fjodors død i 1598 blev Boris Godunov Ruslands zar, en titel han havde til sin død i 1605. Han efterfulgtes af sin søn Fjodor.